# Список дипломатических миссий в Республике Ирландия

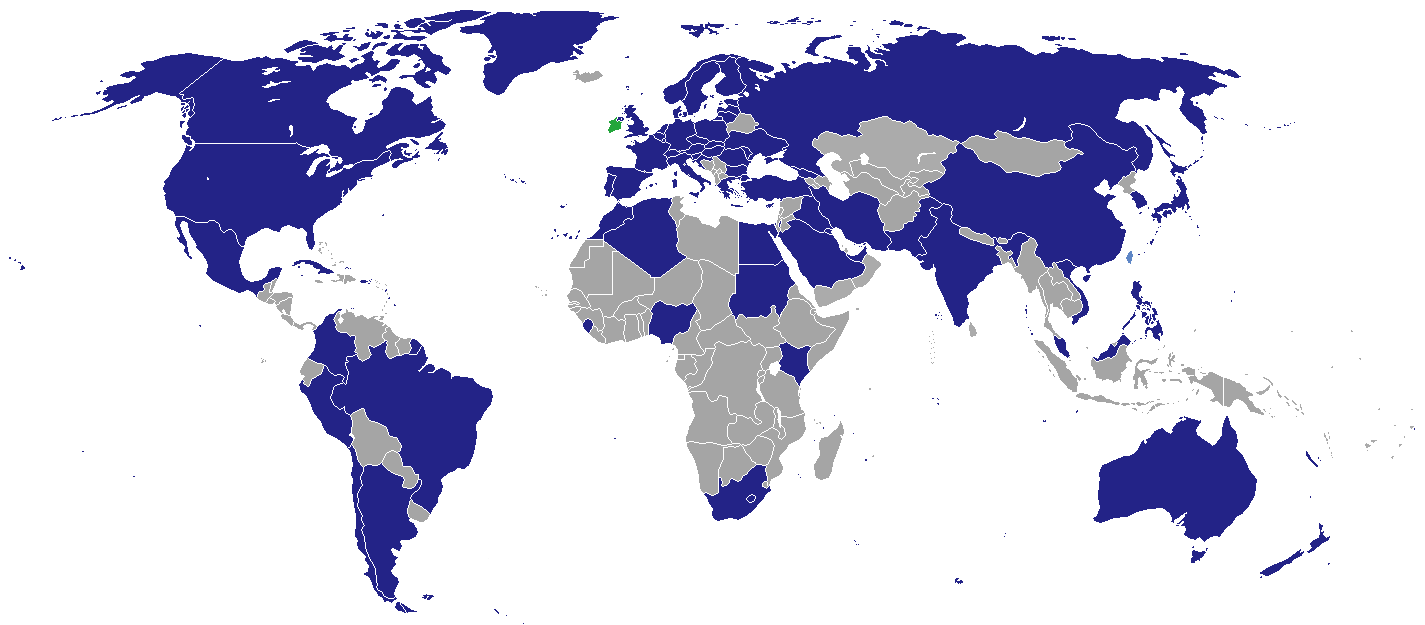
Дипломатические миссии в Ирландии

На этой странице перечислены посольства, размещённые в Ирландии. В настоящее время в Дублине находится 57 посольств.

## Посольства вДублине

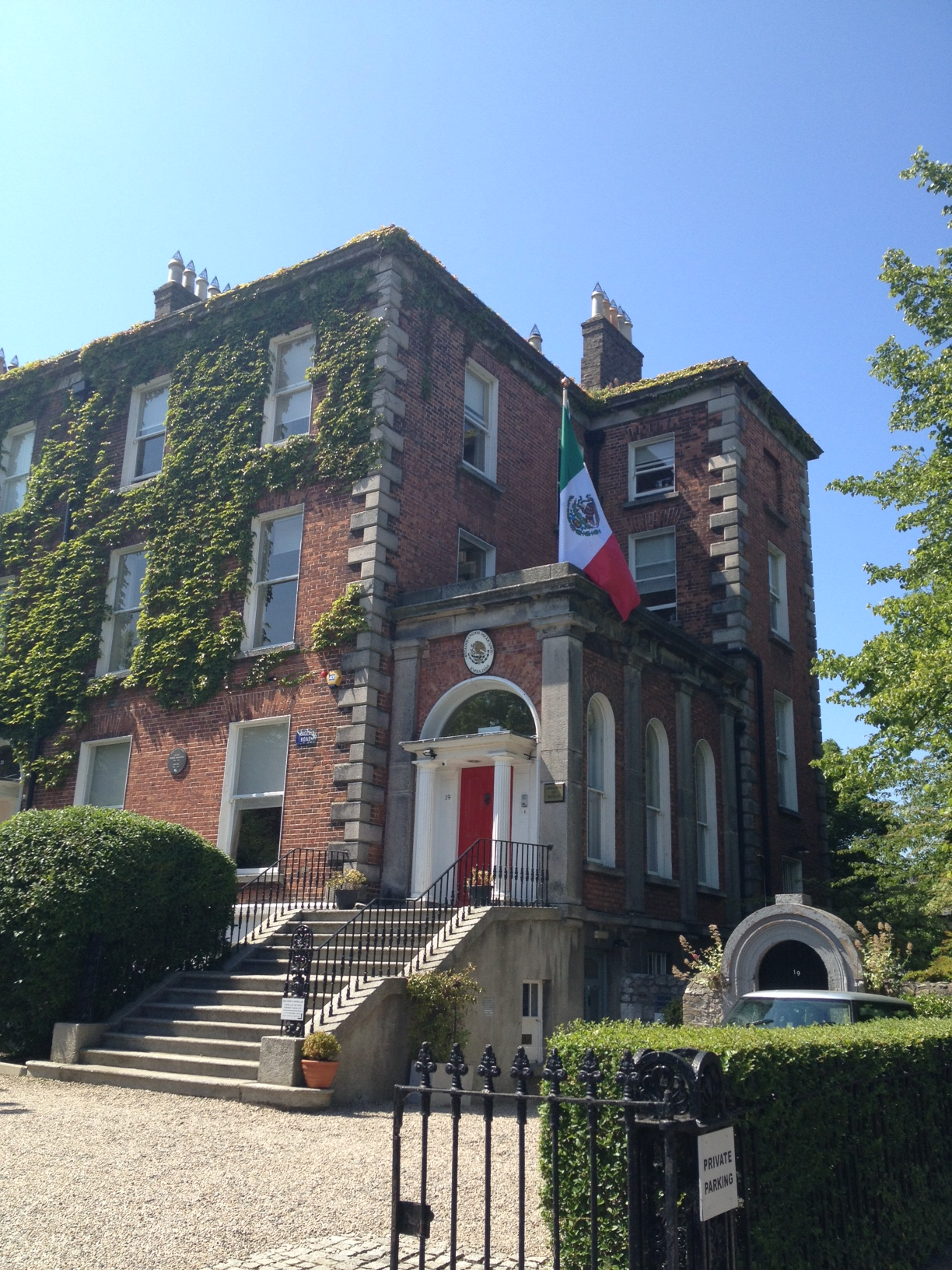
Посольство Мексики в Дублине

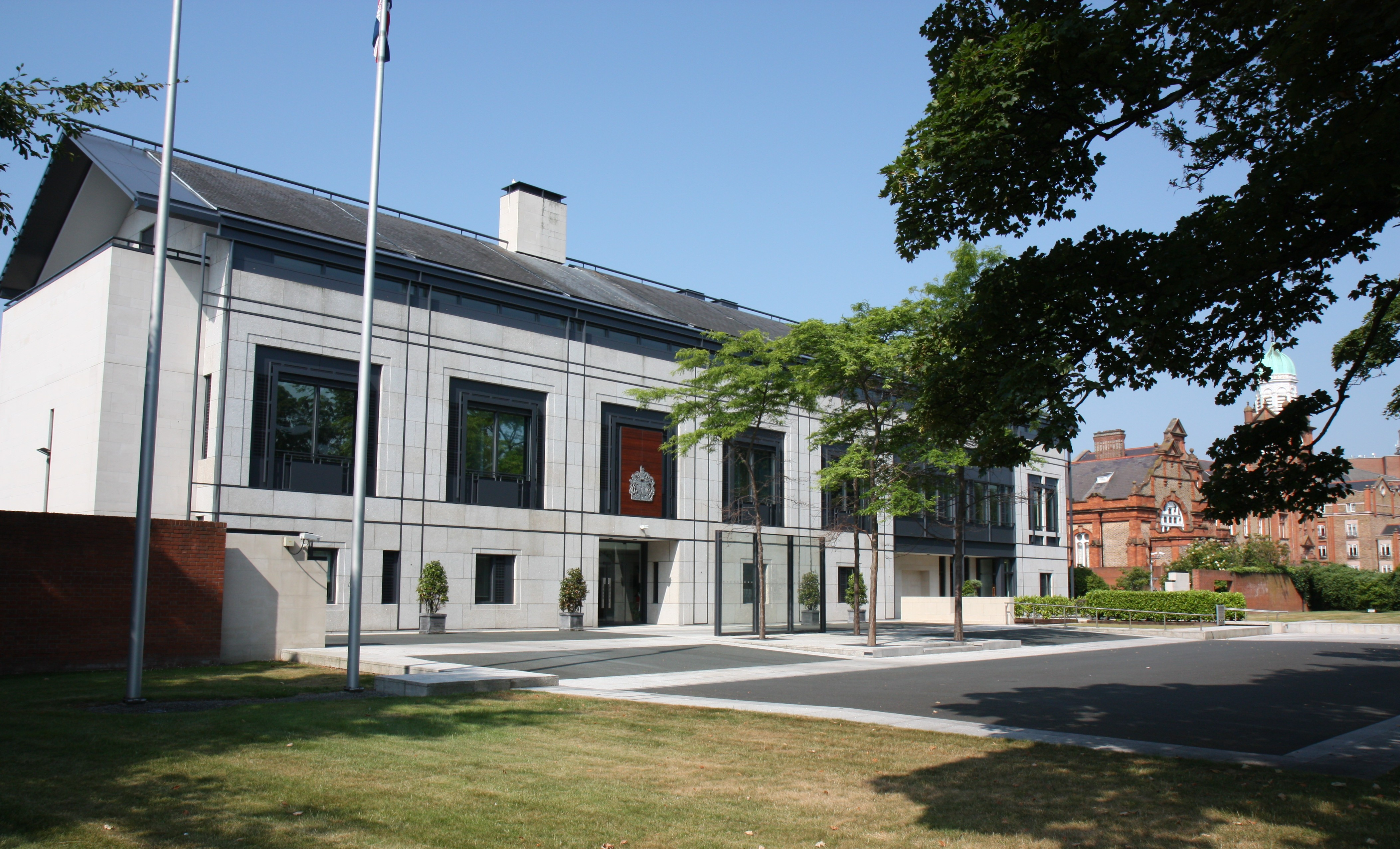
Посольство Великобритании в Дублине

| - Аргентина - Австралия - Австрия - Бельгия - Бразилия - Болгария - Канада - Чили - КНР - Хорватия - Куба - Кипр - Чешская Республика - Дания - Египет - Эстония - Эфиопия - Финляндия - Франция | - Грузия - Германия - Греция - Святой Престол - Венгрия - Индия - Иран - Израиль - Италия - Япония - Кения - Латвия - Лесото - Литва - Малайзия - Мальта - Мексика - Марокко - Нидерланды | - Нигерия - Норвегия - Пакистан - Перу - Польша - Португалия - Румыния - Россия - Саудовская Аравия - Словакия - ЮАР - Республика Корея - Испания - Швейцария - Турция - Украина - ОАЭ - Великобритания - США |

## Представительства
- — Китайская Республика (Представительство Тайваня в Ирландии)
- — Палестинская Национальная Администрация

## Аккредитованные Посольства
| - Афганистан - Албания - Алжир - Андорра - Ангола - Армения - Азербайджан - Бахрейн - Бангладеш - Беларусь - Боливия - Босния и Герцеговина - Ботсвана - Бруней - Буркина-Фасо - Камбоджа - Колумбия - Коста-Рика - Кот-д’Ивуар - Доминиканская Республика - Сальвадор - Эритрея - Фиджи - Габон - Гамбия - Гана - Гватемала - Гвинея | - Гондурас - IИсландия - Индонезия - Ирак - Ямайка - Иордания - Казахстан - КНДР - Косово - Кувейт - Лаос - Ливан - Либерия - Ливия - Люксембург - Республика Македония - Маврикий - Молдова - Монголия - Черногория - Мозамбик - Мьянма - Намибия - Непал - Новая Зеландия - Никарагуа - Оман - Панама | - Парагвай - Филиппины - Катар - Руанда - Сент-Винсет и Гренадины - Сан-Марино - Сенегал - Сербия - Сьерра-Леоне - Сингапур - Словения - Шри-Ланка - Судан - Швеция - Сирия - Танзания - Таиланд - Тунис - Уганда - Уругвай - Узбекистан - Венесуэла - Вьетнам - Замбия - Зимбабве |